# 손발가락

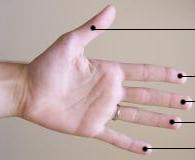
손

가락(digit) 또는 손발가락은 수많은 척추동물에 존재하는 손가락이나 발가락과 같이 팔다리의 가장 끝쪽에 위치한 여러 부분들 가운데 하나이다. 손발가락뼈를 이룬다. 한자로 지(指)라는 표현은 손가락과 발가락을 모두 아우르는 표현이다.

## 인간의 손발가락
인간은 보통 5개의 손가락과 발가락이 있다. 각각은 손발가락뼈로 불리는 여러 뼈로 구성되며 연조직에 둘러싸여 있다. 인간의 손가락은 보통 손발톱이 있다. 가락이 더 있는 증상은 다지증이라고 한다. 이와 반대로 정상보다 더 적은 수를 보이는 증상은 가락결손증으로 부른다. 이러한 돌연변이를 수술로서 교정할 수 있는지, 또 이러한 교정이 바람직한지는 케이스마다 다르다. 예를 들어 전 체스 월드 챔피언 미하일스 탈스는 오른손에 3개의 손가락만 지닌채 일생을 살았다.

## 같이 보기
- 다지증
- 손발가락뼈
- 주먹결절
- 발허리발가락관절